# Desmia dentipuncta
Desmia dentipuncta là một loài bướm đêm trong họ Crambidae.